# Демичев, Пётр Нилович
Пётр Ни́лович Де́мичев (21 декабря 1917 [3 января 1918], Калужская губерния — 10 августа 2010, Москва) — советский государственный и партийный деятель, секретарь ЦК КПСС (1961—1974), кандидат в члены Политбюро ЦК КПСС (1964—1988), министр культуры СССР (1974—1986), первый заместитель председателя Президиума Верховного Совета СССР (1986—1988).

## Биография
Родился 21 декабря 1917 (3 января 1918) года в посёлке Песочня Калужской губернии (ныне Калужской области) в семье рабочего.
В 1937—1944 годах служил в Красной Армии, старший техник-лейтенант. Как специалист по химической защите участвовал в боях на Халхин-Голе в Монголии (1939—1940). Член ВКП(б) с 1939 г.

### Образование
После окончания школы учился в машиностроительном техникуме. В 1937 году поступил в Военную академию химической защиты имени К. Е. Ворошилова. Окончил Московский химико-технологический институт им. Д. И. Менделеева (1944). В 1944—1945 годах занимался научно-педагогической деятельностью в Московском химико-технологическом институте.
В 1953 году окончил Высшую партийную школу при ЦК КПСС (заочно). В ВПШ работал над диссертацией о европейской философии XIX века, но не завершил её.

### Партийная карьера
- 1945—1950 — заведующий отделом, секретарь Советского райкома ВКП(б) Москвы.
- 1950—1952 — заместитель заведующего Отделом пропаганды и агитации Московского горкома ВКП(б).[источник не указан 1339 дней]
- 1952—1956 — в аппарате Московского горкома ВКП(б) и ЦК КПСС, помощник первого секретаря Московского обкома и горкома, секретаря, первого секретаря ЦК ВКП(б)—КПСС (Н. С. Хрущёва).
- 1956—1958 — секретарь Московского обкома КПСС.
- 1959—1960 — первый секретарь Московского обкома КПСС.
- 1959—1961 — член Бюро ЦК КПСС по РСФСР.
- 1960—1962 — первый секретарь Московского горкома КПСС. Был одним из главных инициаторов выноса тела И. В. Сталина из Мавзолея и его перезахоронения. Известна фраза самого Демичева, сказанная им на бюро Московского горкома КПСС: «Оставлять тело Сталина в Мавзолее было бы кощунством».
- 1961—1974 — секретарь ЦК КПСС. В 1965-м сменил Л. Ф. Ильичёва в должности секретаря ЦК КПСС, курирующего вопросы идеологии, истории и культуры. Оценки его деятельности в этот период противоречивы. По мнению В. В. Огрызко, Демичев «считался членом команды Александра Шелепина», при этом «в душе поддерживал русскую партию в литературе и искусстве и страшно не любил либералов»[7]. Разделяя некоторые взгляды «почвенников», покровительствовал Илье Глазунову и Владимиру Солоухину[8]. По утверждению же Н. А. Митрохина, Демичев, наоборот, ставил своей целью «борьбу со скрытыми сталинистами», и непосредственно отвечая за Отдел пропаганды ЦК, поэтапно устранил из того практически всех «скрытых сталинистов» и русских националистов[9].
- 16 декабря 1974 года был освобождён от обязанностей секретаря ЦК (по мнению Георгия Арбатова, за близость к Шелепину[10]) и назначен министром культуры СССР[11]. Сменил его избранный в 1976 году на XXV съезде партии М. В. Зимянин[12].
  - 1962–1964[источник не указан 1339 дней] — председатель Бюро ЦК КПСС по химической и лёгкой промышленности.
  - 1965–1966[источник не указан 1339 дней] — председатель Идеологической комиссии ЦК КПСС.
- 1964—1988 — кандидат в члены Политбюро ЦК КПСС, поставил рекорд по длительности пребывания в этом качестве[источник не указан 2700 дней].

Член ЦК КПСС (1961—1989).

### Государственная служба, последние годы
- 1958—1959 гг. — управляющий делами Совета Министров СССР.
- 1962—1966 — член Президиума Верховного Совета СССР[источник не указан 1339 дней]
- Утверждается, что после смерти маршала Р. Я. Малиновского в 1967 году А. Н. Шелепин пытался продвинуть Демичева на пост Министра обороны[5][13].
- 1974—1986 — министр культуры СССР.
- 1986—1988 — первый заместитель Председателя Президиума Верховного Совета СССР.

С 1988 года — персональный пенсионер союзного значения.
Депутат Совета Союза Верховного Совета СССР от Московской области (VI и IX—XI созывы, 1962—1966 и 1974—1989) и Москвы (VII—VIII созывы, 1966—1974).
После распада СССР, во времена Б. Н. Ельцина, которого считал «случайным человеком», Демичев жил на даче в Подмосковье, при этом сдавая свою московскую квартиру в аренду.
Скончался 10 августа 2010 года в селе Жаворонки Одинцовского района Московской области. Похоронен на Знаменском кладбище (Московская область, Одинцовский район, сельское поселение Знаменское).

## Отзывы современников
«Три высших образования он имел и был очень деликатный и умный ❬…❭, бессребреник был — замечательный, дивный человек с чистой совестью» (Елена Образцова).
Юрий Любимов называл его «Химиком» и «Ниловной», а в опубликованных письмах к сыну не скрывал своего презрения к Демичеву:

Наш идеолог носит дымчатые очки, у него седой перманент с лёгкой волной и лицо поблёскивает ночным кремом, говорит очень тихо, всем приходится вслушиваться; изредка, что-то бормоча, делает вид, что записывает. Но когда надо, он даже орал и визжал на твоего папу, а однажды, когда папа после тяжёлого разговора, где, напрягаясь и вслушиваясь в сурово-тихие наставления, половину не разобрал, что же с ним будет, уходя после аудиенции, уже взявшись за ручку двери, услышал внятный громкий голос Химика: «Так вот, никаких „Бесов“, никаких Высоцких и никаких Булгаковых». Видимо, Ниловна рассчитывал, что папа упадёт в обморок по ту сторону кабинета. А уж там помощники разберутся, что делать с папой.— «Брежнев» / Автор Л. Млечин. — (Серия «Жизнь замечательных людей»; вып. № 1125)
Евгений Бажанов, описывая свои впечатления после перехода на работу в ЦК КПСС, вспоминал, что «аппаратчику» следовало «изображать из себя кристально-чистого партийца, беззаветного и бескомпромиссного борца за счастье трудового народа». Доказывая преданность великому делу, каждый секретарь ЦК хранил в кабинете бюст Ленина. По словам Бажанова, «Демичев собрал целую коллекцию ленинских бюстов».
Мстислав Листов свидетельствовал: "Помощник министра Сазонтов как-то по телефону рассказал, что Петр Нилович едет в отпуск так: берет один чемодан с зарубежными новинками книг, а второй с нашими. И что за отпуск он все их хотя бы просматривает"

## Семья
У П. Н. Демичева были три брата и три сестры. Его старшая сестра всю жизнь работала дояркой в колхозе, вторая сестра Марфа Ниловна — швеёй-мотористкой, младшая Анна Ниловна. Племянники были механизаторами, один из них — Алексей Петрович Демичев (1943—2015) был депутатом Совета Федерации РФ от Калужской области.
Жена — Мария Николаевна Демичева (род. 1919), певица, работала в хоре А. В. Свешникова. Дочь — Елена Петровна Школьникова (род. 1952) — певица, солистка Московской филармонии, народная артистка России. Внук — Пётр Борисович Школьников (род. 1972).
Зять — комсомольский и хозяйственный деятель Борис Школьников (1952—2013); сват — А. М. Школьников (1914—2003), председатель Комитета народного контроля СССР в 1974—1987 годах.

## Награды
- четыре ордена Ленина (21.06.1963, 02.01.1968, 02.12.[нет в источнике]1971[26][27], 02.01.1988)
- орден Октябрьской Революции (02.01.1978)
- орден Отечественной войны I степени (23.04.1985)
- орден Трудового Красного Знамени (30.01.1957)
- медаль «За победу над Германией»
- медаль «За трудовую доблесть» (25.12.1959)
- юбилейная медаль «Сорок лет Победы в Великой Отечественной войне 1941—1945 гг.» (23.04.1985)
- медаль «За укрепление боевого содружества» (02.06.1980)
- Большой Крест ордена Заслуг перед ПНР (20.04.1985)[28]
- Орден Сухэ-Батора